# Heustreu
Heustreu település Németországban, azon belül Bajorországban. Lakosainak száma 1318 fő (2023. december 31.). Heustreu Wollbach és Bad Neustadt an der Saale községekkel határos.

## Népesség
A település népessége az elmúlt években az alábbi módon változott:
| Lakosok száma | 853  | 1106 | 1148 | 1157 | 1265 | 1261 | 1250 | 1273 | 1284 | 1318 |
|               | 1875 | 1950 | 1975 | 1987 | 2012 | 2014 | 2016 | 2017 | 2021 | 2023 |